# Ilunga Adell
Pour les articles homonymes, voir Adell et Stevenson.
Ilunga Adell, né William Adell Stevenson le 27 novembre 1948 à Memphis (Tennessee), est un acteur, scénariste et producteur de cinéma et de télévision américain, qui a écrit de nombreuses séries télévisées, principalement des sitcoms, comme Sanford and Son,, 227 (en), Campus Show, Mariés, deux enfants, Roc (en) et Moesha. 
Ilunga a également produit des séries sur le thème de l'adolescence comme City Guys (en), pour lequel il a également écrit plusieurs épisodes, la série télévisée de courte durée Up and Coming, et My Brother and Me (en).